# 音椿 〜 the greatest hits of SHISEIDO 〜 白盤
『音椿 〜 the greatest hits of SHISEIDO 〜 白盤』(おとつばき・ザ・グレイテスト・ヒッツ・オブ・しせいどう・しろばん)は2003年8月27日に東芝EMI（現・ユニバーサルミュージック）から発売されたコンピレーション・アルバム。CD EXTRA仕様。

## 概要
2003年で創立135周年の資生堂のコマーシャルソングを集めたコンピレーション・アルバム。
東芝EMIの音源を中心に、全17曲を収録している。

## 姉妹盤
『音椿 〜 the greatest hits of SHISEIDO 〜 紅盤』がソニー・ミュージックダイレクト/GT musicより同時発売。

## 補足事項
松田聖子のみ、『白盤』（裸足の季節）『紅盤』（風は秋色）双方ともに楽曲が収録されている。

## 収録曲
1. オレンジ村から春へ (3:09)　りりィ
作詞・作曲:りりィ、編曲:国吉良一
2. マイ・ピュア・レディ (3:15)　尾崎亜美
作詞・作曲:尾崎亜美、編曲:松任谷正隆
3. サクセス (3:07)　ダウン・タウン・ブギウギ・バンド
作詞:阿木燿子、作曲:宇崎竜童、編曲:千葉秀一
4. 君のひとみは10000ボルト (3:23)　堀内孝雄
作詞:谷村新司、作曲:堀内孝雄、編曲:石川鷹彦
5. 裸足の季節 (3:41)　松田聖子
作詞:三浦徳子、作曲:小田裕一郎、編曲:信田かずお
6. 蜃気楼 (3:56)　クリスタルキング
作詞:天野滋、作曲:山下三智男、編曲:川上了
7. い・け・な・いルージュマジック (4:11)　忌野清志郎・坂本龍一
作詞・作曲・編曲:忌野清志郎・坂本龍一
8. Woman "Wの悲劇"より (3:51)　薬師丸ひろ子
作詞:松本隆、作曲:呉田軽穂、編曲:松任谷正隆
9. メトロポリスの片隅で (4:14)　松任谷由実
作詞・作曲:松任谷由実、編曲:松任谷正隆
10. サレンダー (5:52)　布袋寅泰
作詞・作曲・編曲:布袋寅泰
11. 朝日のあたる道 (5:01)　ORIGINAL LOVE
作詞・作曲:田島貴男、編曲:ORIGINAL LOVE
12. 精一杯の微笑み (4:34)　高橋幸宏
作詞:森雪之丞・高橋幸宏、作曲:高橋幸宏、編曲:高橋幸宏・萩田光雄
13. コマソンNo.1 (2:56)　ウルフルズ
作詞・作曲:トータス松本、編曲:ウルフルズ・太田要
14. TOKYO FANTASIA (3:34)　山下久美子
作詞:湯川れい子、作曲:筒美京平、編曲:佐橋佳幸、弦編曲:服部隆之
15. Still (Single Version) (4:46)　矢沢永吉
作詞:高橋研、作曲:矢沢永吉
16. Girls Be Glamorous (4:27)　氷室京介
作詞:森雪之丞、作曲・編曲:氷室京介
17. 流し目プレイ☆ (xetended version) (4:21)　小林桂
作詞:Shanti Snyder、日本語詞:Kimbo・Shoko Yoshida
作曲:菅野よう子